# Ричмонд (станція)
51°27′47″ пн. ш. 0°18′02″ зх. д. / 51.463188888889° пн. ш. 0.30061944444444° зх. д.
Ричмонд (англ. Richmond) — станція Лондонського метро та National Rail. Розташована у 4-й тарифній зоні, у Ричмонд, боро Ричмонд-на-Темзі, Великий Лондон, для Лондонського метро — на лінії Дистрикт та для National Rail — у мережі London Overground, Північно-Лондонська лінія — кінцева станція, попередня — К'ю-гарденс, також обслуговує South Western Railway. Пасажирообіг на 2017 для метростанції — 8.33 млн осіб, для залізничної станції — 11.494 млн осіб

## Історія
- 27. липня 1846 — відкриття станції у складі Richmond and West End Railway (R&WER)[6]
- 1. січня 1869 — відкриття трафіку London and South Western Railway (L&SWR)[7]
- 1869 — відкриття трафіку North London Railway (NLR).
- 1. червня 1870 — відкриття трафіку Great Western Railway (GWR).[6]
- 31. жовтня 1870 — припинення трафіку GWR.[6]
- 1. червня 1877 — відкриття трафіку Metropolitan District Railway (MDR, сьогоденна лінія Дистрикт).
- 1. жовтня 1877 — відкриття трафіку Metropolitan Railway (MR, сьогоденна лінія Метрополітен).
- 1. січня 1894 — відновлення трафіку GWR.
- 31. грудня 1906 — припинення трафіку MR.
- 31. грудня 1910 — припинення трафіку GWR.
- 3. червня 1916 — припинення трафіку L&SWR.

## Послуги
| Попередня станція | Лінія                                       | Лінія                           | Лінія | Наступна станція |
| ----------------- | ------------------------------------------- | ------------------------------- | ----- | ---------------- |
| К'ю-гарденс       |                                             | Лондонське метро Лінія Дистрикт |       | Кінцева          |
| К'ю-гарденс       | London Overground Північно-Лондонська лінія |                                 |       | Кінцева          |
| Норт-Шин          |                                             | South Western Railway           |       | Сент-Маргаретс   |
| Патні             |                                             | South Western Railway           |       | Твікенгем        |
| Клапгем-Джанкшен  |                                             | South Western Railway           |       | Твікенгем        |